# ريكيا
ريكيا (بالإيطالية: Riccia)‏ هي كومونا في مقاطعة كمبباسة في منطقة مليزة الإيطالية، تقع على بعد 15 كيلومترًا (9 ميل) جنوب شرق كمبباسة.